# Gonatocerus illinoiensis
Gonatocerus illinoiensis är en stekelart som beskrevs av Girault 1917. Gonatocerus illinoiensis ingår i släktet Gonatocerus och familjen dvärgsteklar. Inga underarter finns listade i Catalogue of Life.